# Grace Dieu Priory

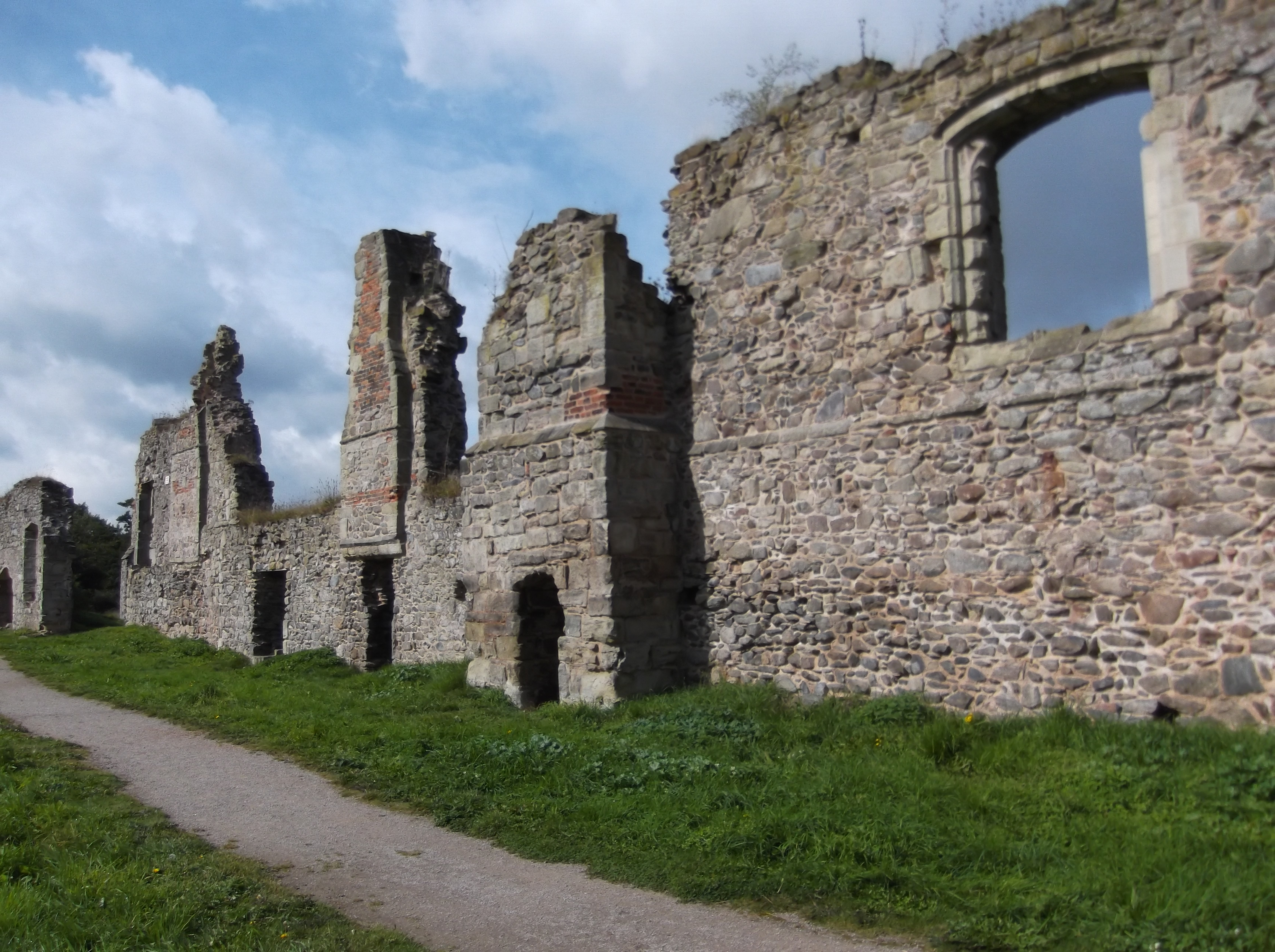
Côté sud du prieuré.

Le Grace Dieu Priory est un ancien prieuré de religieuses augustines, aujourd'hui en ruines, situé en Angleterre près de Thringstone dans le Leicestershire. Il a été fondé entre 1235 et 1241 par Roesia de Verdon et a été dissout en octobre 1538, lorsque les ordres catholiques ont été interdits par la couronne.
Il était dédié à la Très Sainte Trinité et à la Bienheureuse Vierge Marie.

## Histoire
Le prieuré est fondé entre 1235 et 1241 par Rhosese (ou Roesia) de Verdon. Il est doté des terres des manoirs de Belton et de Kirby in Kesteven, ainsi que du patronage de l'église de Belton. Les religieuses, ce qui est inhabituel, ne dépendent pas d'une abbaye. Elles sont appelées les « dames blanches » ou les « religieuses blanches de Saint Augustin ». Le prieuré est plutôt grand et accueille en 1337 seize chanoinesses. Elles s'occupent aussi de leur hospice qui peut recevoir une douzaine de nécessiteux. Elles échappent à la première vague de dissolution des petits monastères ordonnée par la couronne, mais pas à celle de 1538 sous le règne d'Henri VIII.

## Après la dissolution
Le prieuré est donné par la couronne à Sir Humphrey Foster qui le vend à John Beaumont en 1539. Il fait du prieuré sa résidence qui demeure dans sa famille jusqu'en 1684, lorsqu'elle est achetée par Sir Ambrose Phillipps qui avait aussi construit Garendon Hall dans une partie de l'ancienne abbaye de Garendon. Il fait détruire une grande partie du prieuré et en 1730 il ne reste que deux petites sections à avoir un toit et le reste est en ruines. Le prieuré passe ensuite aux familles Phillipps et March et en 1833 à Ambrose Lisle March Phillipps qui le reçoit de son père pour son mariage. Il ajoute de Lisle à son nom et fait construire un manoir dans le style Tudor à 270 mètres au sud du prieuré, le Grace Dieu Manor. La famille March Phillipps de Lisle possède la propriété jusqu'en 1933, mais demeure principalement à Garendon Hall, construit en style palladien sur une partie de l'ancienne abbaye de Garendon. Le Grace Dieu Manor abrite désormais une école préparatoire catholique, la Grace Dieu Manor School.
Les ruines du prieuré sont aujourd'hui préservées depuis 1998 grâce au Grace Dieu Priory Trust et accessibles au public depuis 2005 et des visites éducatives y sont organisées. Les ruines du prieuré se trouvent dans la zone de reforestation de la National Forest.

## Illustrations

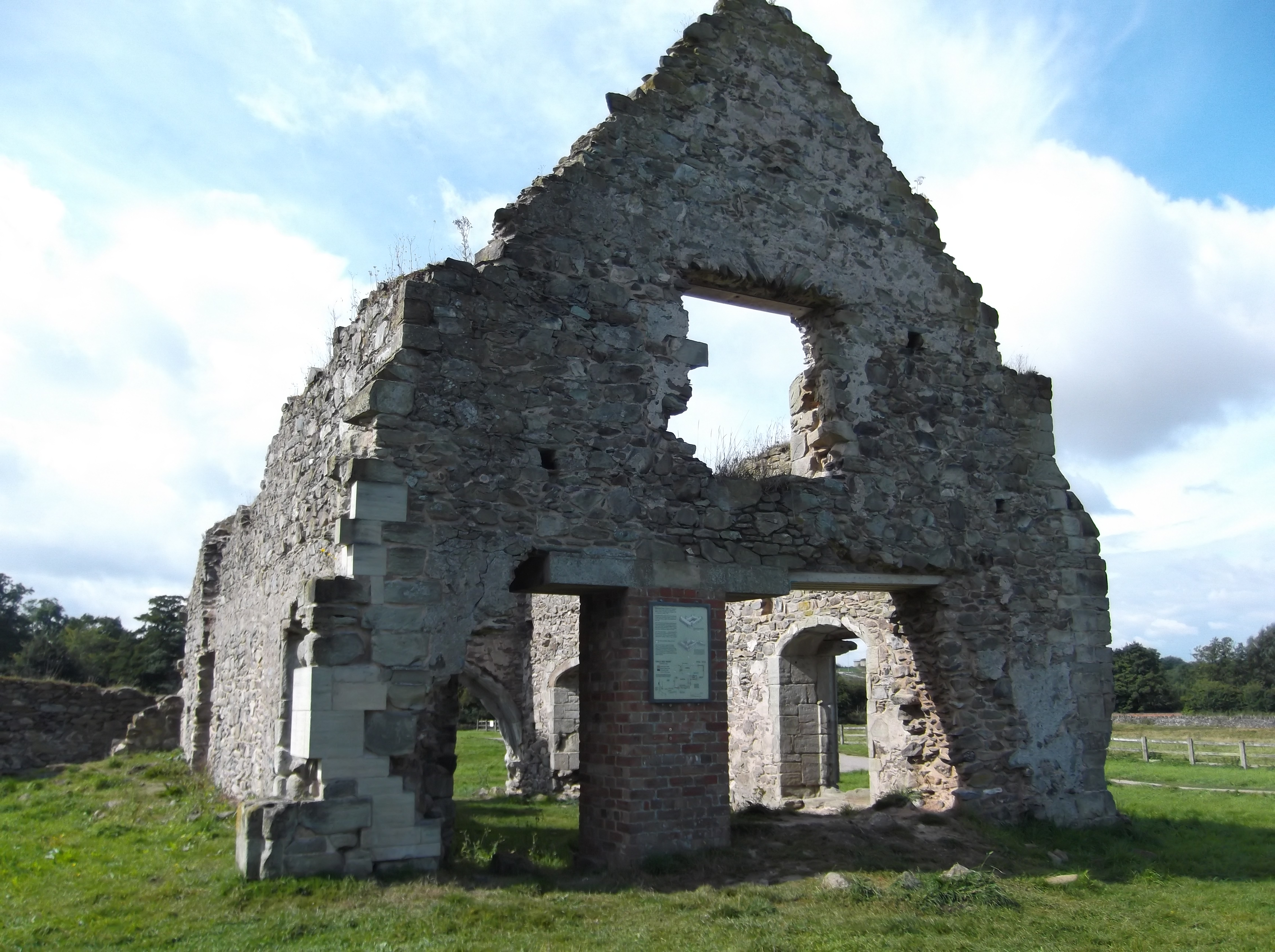
L'ancien bâtiment du chapitre
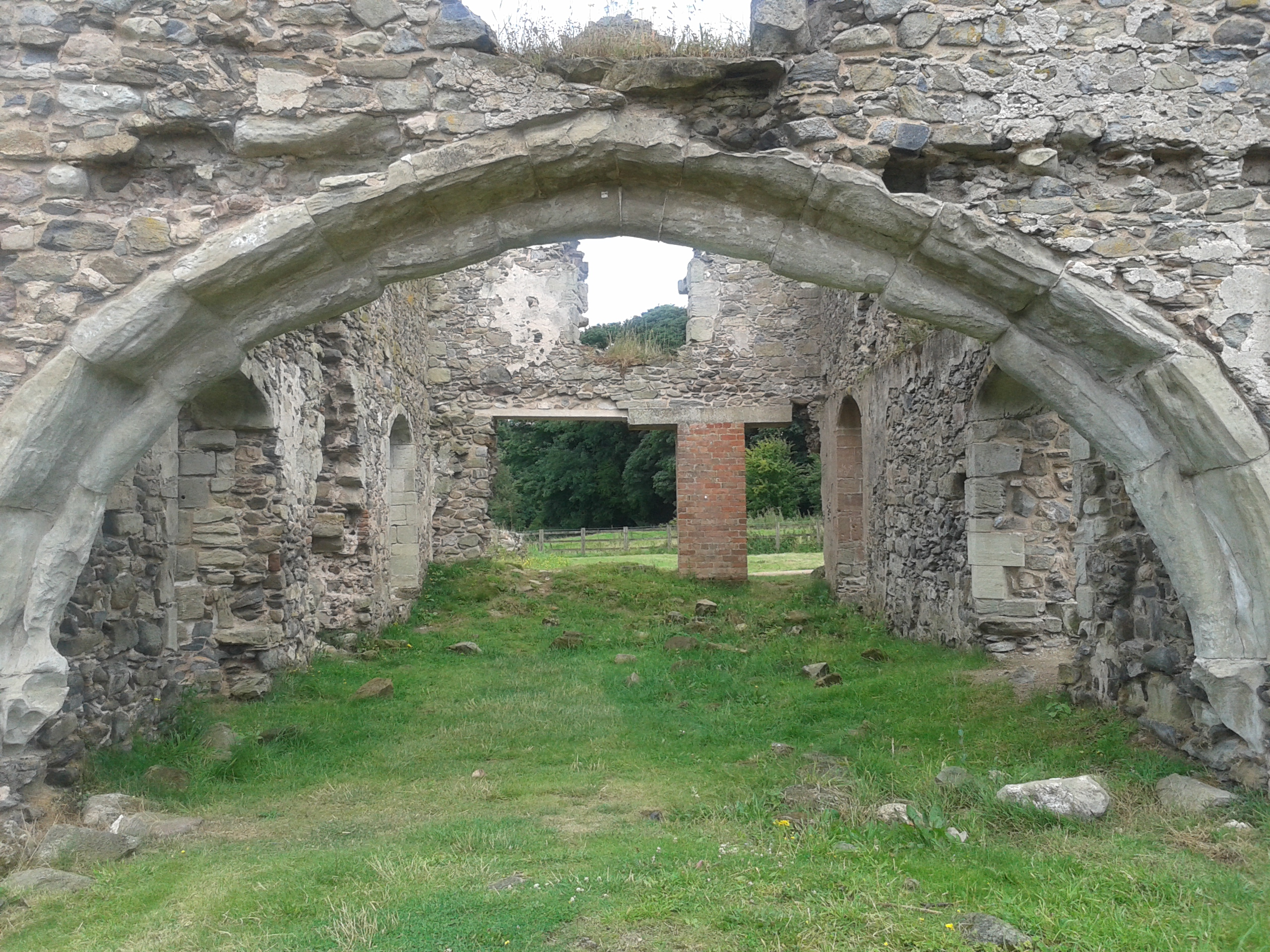
Ruines
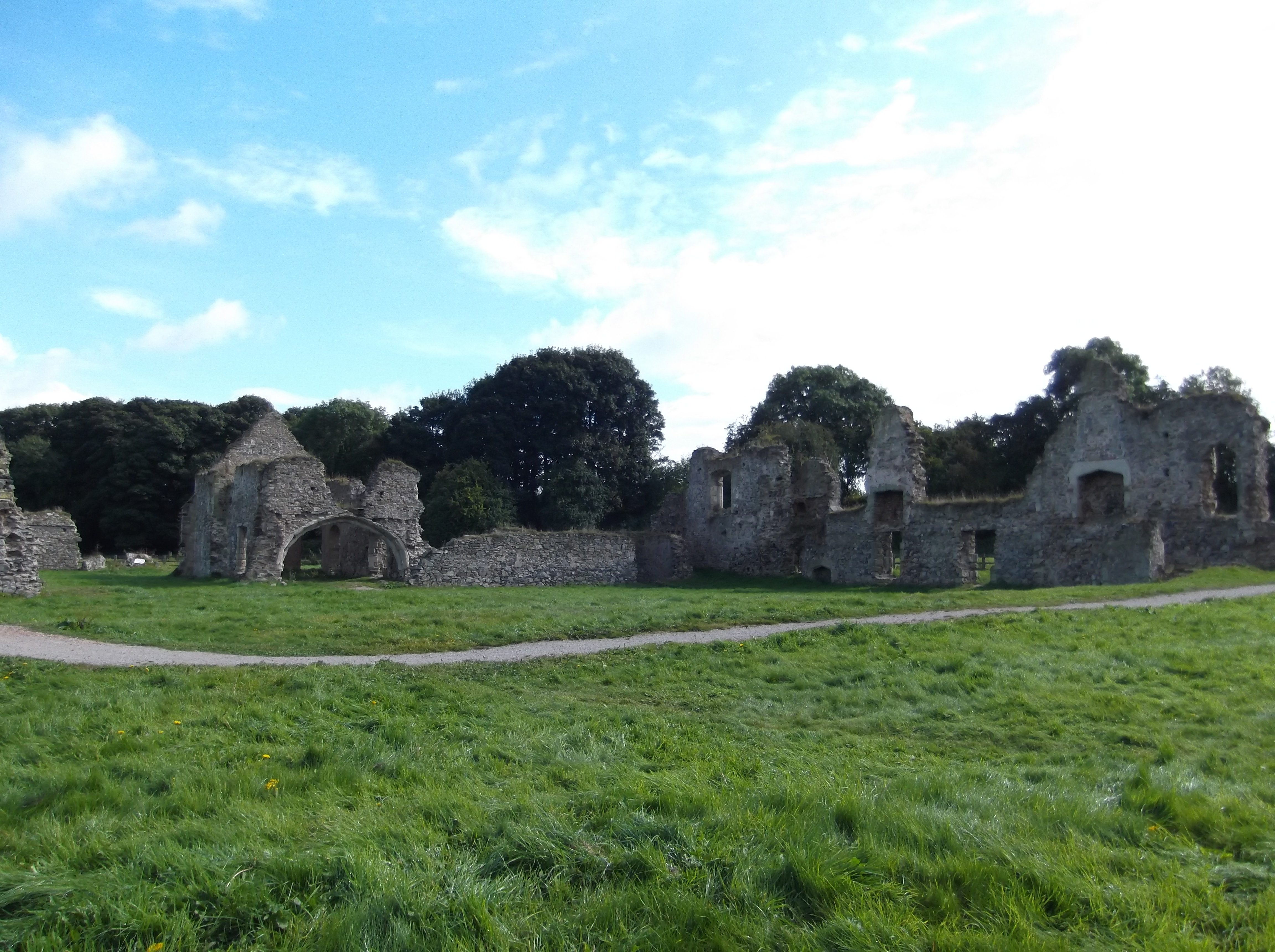
Vue d'ensemble